# Бельский район (Кировская область)
Бе́льский райо́н — административно-территориальная единица в составе Кировской области РСФСР, существовавшая в 1935—1956 годах. Административный центр — село Талица.

## История
Район образован в 1935 году из части территории Унинского и Фаленского районов.
В 1956 году район был ликвидирован с передачей территории Фаленскому району.

## Административное деление
В 1950 году в состав района входило 14 сельсоветов и 186 населённых пункта:
| № п/п | Сельсовет        | Кол-во НП | Население |
| ----- | ---------------- | --------- | --------- |
| 1     | Балахнинский     | 15        | 1115      |
| 2     | Бельский         | 14        | 1305      |
| 3     | Бутинский        | 14        | 926       |
| 4     | Верхнемаксенский | 15        | 866       |
| 5     | Верхосадинский   | 11        | 695       |
| 6     | Верхосунский     | 10        | 757       |
| 7     | Клюкинский       | 16        | 1298      |
| 8     | Кропачевский     | 15        | 677       |
| 9     | Паньшонский      | 17        | 1257      |
| 10    | Поломский        | 14        | 1136      |
| 11    | Промеледский     | 9         | 694       |
| 12    | Рябовский        | 10        | 537       |
| 13    | Степинский       | 14        | 727       |
| 14    | Талицкий         | 12        | 1739      |